# Gənclərbirliyi Sumgait
FK Gənclərbirliyi Sumqayıt – azerski klub piłkarski, z siedzibą na północnym wybrzeżu półwyspu Apszerońskiego, w mieście Sumgait, grający w sezonie 2005/2006 w rozgrywkach pierwszoligowych.

## Historia
Klub FK Gənclərbirliyi został założony w roku 2003. Do tej pory nie odnosił żadnych znaczących sukcesów na arenie krajowej.